# Campeonato Mundial de Atletismo em Pista Coberta de 2014 - Revezamento 4x400 m masculino
A prova dos 4 x 400 metros estafetas masculino do Campeonato Mundial de Atletismo em Pista Coberta de 2014 foi disputada entre 8 e 9 de março na Ergo Arena em Sopot, na Polônia.

## Recordes
Antes desta competição, os recordes mundiais e do campeonato nesta prova eram os seguintes:
|    | Nacionalidade  | Tempo    | Local           | Data               |
| -- | -------------- | -------- | --------------- | ------------------ |
| WR | Estados Unidos | 3m 2s 83 | Maebashi, Japão | 7 de março de 1999 |
| CR | Estados Unidos | 3m 2s 83 | Maebashi, Japão | 7 de março de 1999 |

## Medalhistas
| Ouro | Prata                                                                                            | Bronze |
| Estados Unidos · Kyle Clemons · David Verburg · Kind Butler III · Calvin Smith · Clayton Parros* · Rickey Babineaux* | Reino Unido · Conrad Williams · Jamie Bowie · Luke Lennon-Ford · Nigel Levine · Michael Bingham* | Jamaica · Errol Nolan · Allodin Fothergill · Akheem Gauntlett · Edino Steele · Dane Hyatt* · Jermaine Brown* |

* Competiram apenas nas eliminatórias

## Cronograma
| Data       | Hora  | Evento        |
| ---------- | ----- | ------------- |
| 8 de março | 11:50 | Eliminatórias |
| 9 de março | 18:40 | Final         |

## Resultados

### Eliminatórias
Qualificação: 2 atletas de cada bateria  (Q) mais os  2 melhores qualificados (q).  .
| Colocação | Bateria | Nacionalidade  | Atletas                                                         | Tempo   | Notas |
| --------- | ------- | -------------- | --------------------------------------------------------------- | ------- | ----- |
| 1.        | 1       | Estados Unidos | Clayton Parros Ricky Babineaux Kind Butler III Calvin Smith     | 3:04,36 | Q     |
| 2.        | 2       | Reino Unido    | Conrad Williams Michael Bingham Jamie Bowie Luke Lennon-Ford    | 3:06,09 | Q, SB |
| 3.        | 1       | Jamaica        | Errol Nolan Allodin Fothergill Dane Hyatt Jermaine Brown        | 3:06,12 | Q, SB |
| 4.        | 1       | Polónia        | Kacper Kozłowski Patryk Dobek Łukasz Krawczuk Jakub Krzewina    | 3:06,50 | q, SB |
| 5.        | 2       | Rússia         | Lew Mosin Dienis Kudriawcew Aleksandr Chiuttie Władimir Krasnow | 3:06,63 | Q, SB |
| 6.        | 1       | Ucrânia        | Witalij Butrym Jewhen Hucoł Dmytro Bikułow Dmytro Danyłenko     | 3:07,54 | q, NR |
| 7.        | 2       | Nigéria        | Tobi Ogunmola Noah Akwu Salihu Isah Cristian Morton             | 3:07,95 | AF    |
| 8.        | 2       | Bahamas        | Ramon Miller Michael Mathieu Andretti Bain LaToy Williams       | 3:09,79 |       |
| 9.        | 1       | Espanha        | Mark Ujakpor Samuel García Daniel Andújar Kevin López           | 3:10,17 | SB    |
| 10.       | 2       | Japão          | Kengo Yamazaki Kaisei Yui Nobuya Kato Yūzō Kanemaru             | 3:12,63 | SB    |

### Final
A final ocorreu dia 9 de março. 
| Colocação         | Nacionalidade  | Atletas                                                                     | Tempo   | Notas |
| ----------------- | -------------- | --------------------------------------------------------------------------- | ------- | ----- |
| .                 | Estados Unidos | Kyle Clemons David Verburg Kind Butler III Calvin Smith                     | 3:02,13 | WR    |
| Medalha de prata  | Reino Unido    | Conrad Williams Jamie Bowie Luke Lennon-Ford Nigel Levine                   | 3:03,49 | SB    |
| Medalha de bronze | Jamaica        | Errol Nolan Allodin Fothergill Akheem Gauntlett Edino Steele                | 3:03,69 | NR    |
| 4.                | Polónia        | Kacper Kozłowski Rafał Omelko Michał Pietrzak Jakub Krzewina                | 3:04,39 | SB    |
| 5.                | Rússia         | Konstantin Petriaszow Dienis Kudriawcew Aleksandr Chiuttie Władimir Krasnow | 3:07,12 |       |
| 6.                | Ucrânia        | Witalij Butrym Jewhen Hucoł Dmytro Bikułow Dmytro Danyłenko                 | 3:08,79 |       |

Legenda
| Recorde mundial       | Recorde mundial (World record)               |                       | Recorde africano                      | Recorde africano (African) |                                           | Q | Classificado por posição (Qualified) |
| Recorde do campeonato | Recorde do campeonato (Championship record)  | Recorde da América    | Recorde da América (Americas)         | q                          | Classificado por melhor tempo (Qualified) |   |                                      |
| Melhor marca do ano   | Melhor marca do ano (World leading)          | Recorde asiático      | Recorde asiático (Asian)              | DNS                        | Não largou (Did not start)                |   |                                      |
| Recorde nacional      | Recorde nacional (National record)           | Recorde europeu       | Recorde europeu (European)            | DNF                        | Não terminou (Did not finish)             |   |                                      |
| Recorde pessoal       | Recorde pessoal do atleta (Personal best)    | Recorde da Oceania    | Recorde da Oceania (Oceania)          | DSQ / DQ                   | Desclassificado (Disqualified)            |   |                                      |
| Recorde da temporada  | Recorde da temporada do atleta (Season best) | Recorde sul-americano | Recorde sul-americano (South America) | NM                         | Sem marca (No mark)                       |   |                                      |